# Saint-Césaire-de-Gauzignan
Saint-Césaire-de-Gauzignan là một xã ở tỉnh Gard. Xã này có diện tích 6,84 km², dân số năm 1999 là 224 người. Khu vực này có độ cao trung bình 87 mét trên mực nước biển.